# Luís Fraga da Silva
Luís Fraga da Silva (Lisboa, 1954 - Lisboa, 20 de Março de 2020), foi um arqueólogo português, que se destacou principalmente como investigador da história do Algarve.

## Biografia

### Nascimento
Nasceu na cidade de Lisboa, em 1954.

### Carreira profissional
Foi o prisioneiro político mais jovem a ser libertado do Forte de Peniche, após a Revolução de 25 de Abril de 1974, contando nessa altura com apenas vinte anos.
Exerceu como arqueólogo, tendo-se estabelecido como uma referência sobre a história do Algarve. Foi o autor de um grande número de projectos científicos e livros sobre o tema, tendo sido o coautor do livro A viagem de Ibn Ammâr de São Brás a Silves, em conjunto com Abdalah Khawli e Maria Alice Fernandes. Em 2006, também colaborou com Maria Alice Fernandes na produção de uma palestra que foi apresentada nas I Jornadas As vias do Algarve, organizadas no âmbito da abertura do Centro Explicativo e de Acolhimento da Calçadinha de São Brás de Alportel. Colaborou no Campo Arqueológico de Tavira, onde se situava a antiga cidade romana de Balsa. Em 2007 lançou a obra Balsa, Cidade Perdida: a capital do Algarve Oriental na Época Romana, publicada pelo Campo Arqueológico de Tavira e da Câmara Municipal de Tavira. Reuniu uma biblioteca especializada sobre as antigas civilizações do Mediterrâneo na sua residência no Monte das Oliveiras, em São Brás de Alportel, com mais de onze mil volumes e documentos. Foi também responsável pela recuperação deste edifício, que foi considerado como um testemunho da arquitectura tradicional do Algarve.
Em 2002, foi o autor de um estudo, que foi publicado pelo município com o título de São Brás de Alportel na Antiguidade. Em 19 de Fevereiro de 2008, apresentou a conferência Balsa, cidade perdida na Biblioteca Municipal Álvaro de Campos, em Tavira, no âmbito do programa Ciência na cidade de Tavira.
Também se destacou como analista e programador, tendo sido um pioneiro na utilização de meios informáticos como apoio das sondagens arqueológicas, desde a década de 1980. Neste sentido, exerceu como analista de sistemas de informação geográfica, tendo sido responsável por várias propostas de trabalho para a edição da obra Carta Agrícola e coreográfica de 1903 que foi proposta para a Freguesia de São Brás de Alportel, sob pesquisas inéditas de Gerardo Pery, com investigação da sua autoria em termos de toponímia, lugares e áreas daquela freguesia, desde 1758.
Geria o blogue "Imprompto", sobre Geografia Histórica do Algarve e do Sul de Portugal.

### Falecimento
Faleceu em 20 de Março de 2020, aos 66 anos de idade, num hospital de Lisboa. No âmbito da sua morte, a Câmara Municipal de São Brás de Alportel emitiu um voto de pesar, tendo realçado a sua carreira como investigador da história do Algarve, e os seus esforços pela defesa e estudo do património arquológico da região.
O funeral teve lugar no dia seguinte, para o Cemitério do Alto de São João, onde foi cremado o corpo.